# Lourdoueix-Saint-Michel

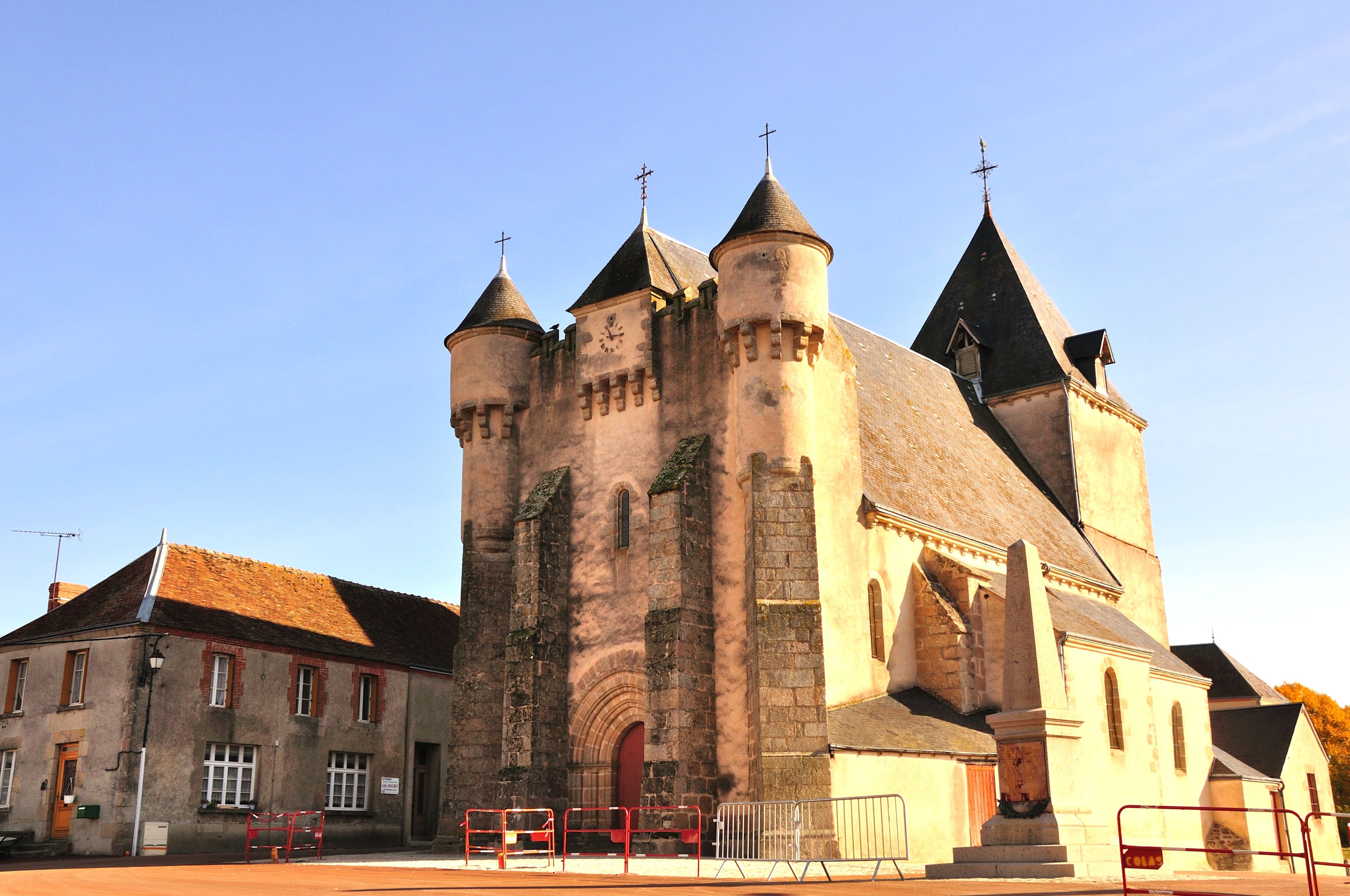
Kerk

Lourdoueix-Saint-Michel is een gemeente in het Franse departement Indre (regio Centre-Val de Loire) en telt 396 inwoners (2004). De plaats maakt deel uit van het arrondissement La Châtre.

## Geografie
De oppervlakte van Lourdoueix-Saint-Michel bedraagt 19,3 km², de bevolkingsdichtheid is 20,5 inwoners per km².
De onderstaande kaart toont de ligging van Lourdoueix-Saint-Michel met de belangrijkste infrastructuur en aangrenzende gemeenten.

## Demografie
Onderstaande figuur toont het verloop van het inwonertal (bron: INSEE-tellingen).